# Повратни гркљански живац
Повратни гркљански живац (лат. nervus laryngeus recurrens) је бочна грана вагуса, која је карактеристична по томе што има различит почетак, пут и односе на десној и левој страни тела.
Десни живац се одваја од стабла вагуса у висини прескаленског дела десне поткључне артерије. Након тога, простире се испод и затим иза стабла крвног суда и путем жлеба између душника и једњака долази до доњег краја десног режња штитне жлезде.
Леви живац настаје у висини доње стране лука аорте, око 3 cm ниже у односу на десни повратни гркљански живац. Он гради лук око аорте и затим се пење испред леве ивице једњака назад у врат. Завршава се на доњем крају левог режња штитне жлезде.
Од повратног гркљанског живца се одвајају тзв. душничке и једњачке гране за инервацију глатке мускулатуре горњег дела душника и једњака. Осим тога, он даје и завршну грану под именом доњи гркљански живац (лат. nervus laryngeus inferior) за оживчавање мишића доњег констриктора ждрела и свих мишића гркљана осим крикотироидног мишића.

## Парализа
Код једностране парализе повратног гркљанског живца долази до сметњи у говору, док обострана парализа изазива отежано дисање.